# 不再讓你孤單
《不再讓你孤單》，2011年由劉偉強執導的香港爱情電影，舒淇、刘烨主演。開拍時暫名《美麗人生》，後來改名。內容講述一個游走香港、北京的愛情故事。

## 劇情
一位从香港来到北京掘金的“港女”李佩如（舒淇饰），在一次偶然机会下，遇上了警察方镇东（刘烨 饰）。李佩如顶着巨大的生活压力，希望用青春为家人换来衣食无忧的生活，被妻子抛弃的方镇东带着有人际交往障碍的弟弟方镇聪（田亮 饰）一起生活。也许是寂寞气质的吸引，抑或是命中注定，两人彼此吸引，日渐亲近。佩如生意起步需要投资，加之镇聪和小宛要结婚，方镇东毫不犹豫的卖掉自己的祖屋，可是佩如却由于生意不顺忽然失踪。此时镇东查出患有脑血管性失忆症，而且很快丢掉了工作，镇东一家的生活霎时陷入了窘境。回到香港的佩如发现自己始终不能忘记镇东，于是返回北京，在几经波折后找到镇东，却发现镇东此时身患重症。这一次，佩如没有退缩，她选择与自己的爱人相互陪伴……
几番风雨，佩如决定照顾他，与他结婚生子，随著镇东的记忆开始衰退，镇东始终有一天会忘记所爱的人，佩如与镇聪仍对他不离不弃，经历重重的难关，迎接真正的“美丽人生”……
特别感人的一部戏，尤其是最后，佩如三天不吃不喝陪伴镇东，镇东也因为对佩如的爱和不放心而战胜病魔苏醒过来。

## 演員
- 刘烨 - 方鎮東 
- 舒淇 - 李佩如 （粵語配音：舒淇）
- 田亮 - 方镇聪  
- 馮丹瀅 - 小宛
- 黃秋生 - 忠哥 （粵語配音：周永光）
- 薩日娜 - 小宛之母（粵語配音：周恩恩）
- 高天 - 貴平
- 張頌文 - 朱天（粵語配音：周永光）
- 連凱 - Andrew
- 劉濤 - 醫生
- 江美儀 - 李佩如之姐
- 盧宛茵 - 李佩如之母
- 劉浩龍 - 李佩如之弟
- 董敏莉 - 李佩如弟的女友

## 外部連結
- A Beautiful Life 不再讓你孤單（页面存档备份，存于） 官方網站
- 不再讓你孤單 電影官方部落格（页面存档备份，存于）
- 不再讓你孤單 A Beautiful Life的Facebook專頁
- Yahoo奇摩電影上《不再讓你孤單》的資料（繁體中文）
- MSN娛樂上《不再讓你孤單》的資料（繁體中文）

- MSN娛樂上《不再讓你孤單》的資料（繁體中文）

- 開眼電影網上《不再讓你孤單》的資料（繁體中文）
- 香港影庫上《不再讓你孤單》的資料（繁體中文）
- 时光网上《不再讓你孤單》的資料（简体中文）
- 豆瓣电影上《不再讓你孤單》的資料 （简体中文）
- 爛番茄上《不再讓你孤單》的資料（英文）
- AllMovie上《不再讓你孤單》的资料（英文）
- 互联网电影数据库（IMDb）上《不再讓你孤單》的资料（英文）